# Burke (Nova York)
Burke és una població dels Estats Units a l'estat de Nova York. Segons el cens del 2000 tenia 213 habitants.

## Demografia
Segons el cens del 2000, Burke tenia 213 habitants, 85 habitatges, i 54 famílies. La densitat de població era de 283,6 habitants/km².
Dels 85 habitatges en un 24,7% hi vivien nens de menys de 18 anys, en un 49,4% hi vivien parelles casades, en un 9,4% dones solteres, i en un 35,3% no eren unitats familiars. En el 30,6% dels habitatges hi vivien persones soles el 17,6% de les quals corresponia a persones de 65 anys o més que vivien soles. El nombre mitjà de persones vivint en cada habitatge era de 2,32 i el nombre mitjà de persones que vivien en cada família era de 2,82.
Per edats la població es repartia de la següent manera: un 19,7% tenia menys de 18 anys, un 9,4% entre 18 i 24, un 23% entre 25 i 44, un 24,4% de 45 a 60 i un 23,5% 65 anys o més.
L'edat mediana era de 44 anys. Per cada 100 dones de 18 o més anys hi havia 92,1 homes.
La renda mediana per habitatge era de 35.714 $ i la renda mediana per família de 36.563 $. Els homes tenien una renda mediana de 30.250 $ mentre que les dones 31.875 $. La renda per capita de la població era de 15.756 $. Entorn del 3,6% de les famílies i el 10,1% de la població estaven per davall del llindar de pobresa.